# Le Sourd
 Le Sourd  là một xã ở tỉnh Aisne, vùng Hauts-de-France thuộc miền bắc nước Pháp.